# Бижовци (Габровская область)
Бижовци (болг. Бижовци) — село в Болгарии. Находится в Габровской области, входит в общину Трявна. Население составляет 8 человек.

## Политическая ситуация
Кмет (мэр) общины Трявна — Драгомир Иванов Николов (независимый) по результатам выборов.